# Luboš Valenta
Luboš Valenta (ur. 26 stycznia 1924 w Pradze, zm. 21 października 1994 tamże) – czeski fizyk i chemik, profesor uniwersytetów w Pradze i Jenie, były przewodniczący Międzynarodowego Komitetu Organizacyjnego licznych narad zajmujących się zagadnieniami cienkich warstw i powierzchnią magnetyczną, sławny obrońca praw człowieka oraz współtwórca zespołu chemii kwantowej w Uniwersytecie Łódzkim (UŁ). Otrzymał w 1993 tytuł doktora honoris causa UŁ.
Absolwent Wydziału Nauk Ścisłych Uniwersytetu Karola (1949), w 1968 roku przeniósł się na Wydział Matematyki i Fizyki Uniwersytetu Karola, pracował jako profesor wizytujący na Uniwersytecie Friedricha Schillera w Jenie